# .dj
.dj為吉布提國家及地區頂級域（ccTLD）的域名，於1996年5月22日啟用，也被唱片骑师非官方使用，所以該域名沒有註冊限制。該域名注册网站為www.dj。如果註冊方有争议，可以前往Association.DJ进行协商。